# Albert Falco

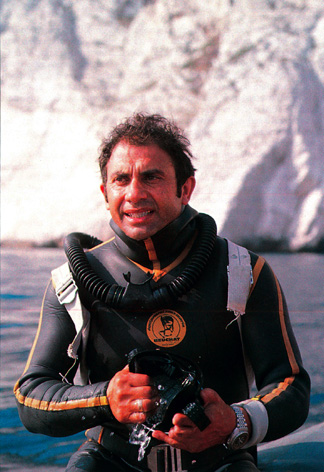
Albert Falco

Albert Falco (* 17. Oktober 1927 in Marseille; † 21. April 2012 ebenda) war ein französischer Taucher und Forscher, der insbesondere durch seine Zusammenarbeit mit Jacques-Yves Cousteau bekannt wurde.
Albert Falco war ein langjähriger Weggefährte Cousteaus, der sich in den fast vierzig Jahren an dessen Seite (1952–1990) den Rang des „Cheftauchers“ und Kapitäns der Calypso erarbeitete.
In mehreren von Cousteau konzipierten Filmen spielte er eine tragende Rolle, wie etwa im Jahre 1956 in Le monde du silence.
Im Jahr 2010 wurde er als Chevalier de la Légion d’Honneur in die Ehrenlegion aufgenommen.